# Иванка Шуприновић
Иванка Шуприновић Владановић (22. мај 1949 — Београд, 6. март 2024) била је српска и југословенска рукометашица. Са репрезентацијом Југославије освојила је сребрну медаљу на Светском првенству 1971. године, златну 1973. године, док је 1975. са репрезентацијом заузела пето место. Добитник је националног признања Републике Србије.